# Бургунка (річка)
Бургунка (рос. Р. Бургунка, Б. Бургунка) — річка в Україні у Бериславському районі Херсонської області. Права притока Дніпра.

## Опис
Довжина річки приблизно 14,74 9 км, найкоротша відстань між витоком і гирлом — 11,70  км, коефіцієнт звивистості річки — 1,26 . Формується декількома балками та загатами. У верхів'ї річка пересихає.

## Розташування
Бере початок у селі Вірівка. Спочатку тече переважно на південний схід через село Бургунку, далі тече переважно на південний захід і на південно-східній околиці села Ольгівки впадає у річку Козацьку, праву притоку Дніпра.

## Цікаві факти
- Між селами Вірівка та Бургунка річку перетинає автошлях М14[2] (автомобільний шлях міжнародного значення на території України, Одеса — Мелітополь — Новоазовськ — пункт пропуску Новоазовськ (кордон із Росією).